# Межиров
Межиров (укр. Межирів) — село на Украине, находится в Жмеринском районе Винницкой области.
Код КОАТУУ — 0521085006. Население по переписи 2001 года составляет 376 человек. Почтовый индекс — 23136. Телефонный код — 4332.
Занимает площадь 1,002 км².
Письменные упоминания о Межирове встречаются с XVI века. Во время владения Барским староством королевой Боной Сфорца в Межирове был сооружен замок. В конце XVI в. Межиров был многолюдным поселением, которому по ходатайству Барского старосты Станислава Гольского был присвоен статус городка и даровано в 1591 г. магдебургское право. В 1612 г. Межиров был разорен татарами, но потом восстановлен киевским воеводой Жолкевским, причём все привилегии города были не только сохранены, но и получены новые. С 1640 г. Межировом владеют то казаки, то поляки, то россияне, то турки. В 1659 г. Межиров вместе с Барским староством был подарен казацкому гетману Ивану Выговскому, но его сын Остап в 1698 г. продал все хозяйство князю Любомирскому. У Любомирских имение выкупил в 1784 г. Андрей Орловский.
В селе действует храм Успения Пресвятой Богородицы Жмеринского благочиния Винницкой епархии Украинской православной церкви.

## Адрес местного совета
23135, Винницкая обл., Жмеринский р-н, с. Ров, ул. Пушкина, 3